# Canton de Sauzé-Vaussais
Le canton de Sauzé-Vaussais est une ancienne division administrative française située dans le département des Deux-Sèvres et la région Poitou-Charentes.

## Géographie
Ce canton était organisé autour de Sauzé-Vaussais dans l'arrondissement de Niort. Son altitude varie de 112 m (Limalonges) à 187 m (Limalonges, Montalembert et Sauzé-Vaussais) pour une altitude moyenne de 142 m.

## Représentation

### Conseillers généraux de 1833 à 2015
| Période | Période      | Identité                                     | Étiquette         | Qualité |
| ------- | ------------ | -------------------------------------------- | ----------------- | --- |
| 1833    | 1848         | Jean-Baptiste Texier                         |                   | Juge de paix à Pliboux puis à Sauzé-Vaussay                                                                                     |
| 1848    | 1852         | Pierre Marcellin Rouhault                    |                   | Notaire, adjoint au maire de Sauzé-Vaussais, conseiller d'arrondissement                                                        |
| 1852    | 1868 (décès) | Jean Joseph Ferdinand Guilhaud de Chémerault |                   | Médecin, maire de Montalembert                                                                                                  |
| 1868    | 1871         | Alfred Cail                                  |                   | Industriel, gérant de Cail et Compagnie, propriétaire à Paris et à Gournay-Loizé                                                |
| 1871    | 1887 (décès) | Amédée Perrain                               | Républicain       | Maire de La Chapelle-Pouilloux                                                                                                  |
| 1887    | 1893 (décès) | François Perret                              | Républicain       | Propriétaire Maire de Sauzé-Vaussais, conseiller d'arrondissement                                                               |
| 1893    | 1913         | Jean Jacquet-Lamotte                         | Républicain       | Notaire à Sauzé-Vaussais, conseiller d'arrondissement                                                                           |
| 1913    | 1934 (décès) | François Allain                              | Rad.              | Vétérinaire Maire de Sauzé-Vaussais (1908-1934)                                                                                 |
| 1934    | 1937         | Henri Ferru                                  | Rad.              | Professeur d'agriculture Député (1934-1936)                                                                                     |
| 1937    | 1940         | Émile Dupuis                                 | Rad. Antimarxiste | Industriel, maire puis Président de la délégation spéciale de Sauzé-Vaussais (1934-1944) Nommé conseiller départemental en 1943 |
|         |              |                                              |                   | |
| 1945    | 1955         | Émile Dupuis                                 | Rad.              | Ancien Maire de Sauzé-Vaussais, ancien conseiller d'arrondissement                                                              |
| 1955    | 1973         | Louis Jacques Denieul (1899-1996)            | DVD puis DVG      | Maire de Pliboux |
| 1973    | 1992         | Michel Guyton                                | PS                | Professeur de lycée Député (1985-1986) Maire de Mairé-Levescault                                                                |
| 1992    | 2004         | Jacques Gagnon                               | DVG puis DVD      | Professeur Maire de Sauzé-Vaussais                                                                                              |
| 2004    | 2015         | Dorick Barillot                              | PS                | Rédacteur territorial Maire de Mairé-Levescault Vice-président du Conseil général Élu en 2015 dans le canton de Melle           |

### Conseillers d'arrondissement (de 1833 à 1940)
Le canton de Sauzé-Vaussais appartenait à l'arrondissement de Melle jusqu'à sa disparition en 1926.
| Période                                  | Période          | Identité                                        | Étiquette   | Qualité |
| ---------------------------------------- | ---------------- | ----------------------------------------------- | ----------- | --- |
| 1833                                     | 1836             | André Brothier (1777-1857)                      |             | Propriétaire, maire de Limalonges                                                                           |
| 1836                                     | 1842             | Jacques Justin Thomas de Belleroche (1785-1854) |             | Juge à Melle                                                                                                |
| 1842                                     | 1848             | Pierre Marcellin Rouhault                       |             | Notaire à Sauzé-Vaussais                                                                                    |
|                                          |                  |                                                 |             | |
|                                          | 1887 (démission) | François Perret                                 | Républicain | Propriétaire à Sauzé-Vaussais                                                                               |
| 1887                                     | 1893             | Jean Jacquet-Lamotte                            | Républicain | Notaire à Sauzé-Vaussais                                                                                    |
|                                          |                  |                                                 |             | |
| 1895                                     | 1919 (décès)     | François Quéron (1844-1919)                     | Républicain | Maire de Lorigné                                                                                            |
| 1919                                     | 1922             | André Bouchet                                   |             | Adjoint au maire de Sauzé-Vaussais                                                                          |
| 1922                                     | 1934             | M. Dechambre                                    | Rad.        | |
| 1934                                     | 1937             | Émile Dupuis                                    | Rad.        | Industriel, maire de Sauzé-Vaussais (1934-1944)                                                             |
| 1937                                     | 1940             | Alix Perrain                                    | Rad.        | Instituteur à Sauzé-Vaussais                                                                                |
| 1940                                     |                  |                                                 |             | Les conseils d'arrondissement ont été suspendus par la loi du 12 octobre 1940 et n'ont jamais été réactivés |
| Les données manquantes sont à compléter. |                  |                                                 |             | |

## Composition
Le canton de Sauzé-Vaussais groupait 12 communes et compte 5 681 habitants (population municipale) au 1er janvier 2009.
| Communes              | Population (2012) | Code postal | Code Insee |
| --------------------- | ----------------- | ----------- | ---------- |
| Les Alleuds           | 292               | 79190       | 79006      |
| Caunay                | 165               | 79190       | 79060      |
| La Chapelle-Pouilloux | 197               | 79190       | 79074      |
| Clussais-la-Pommeraie | 607               | 79190       | 79095      |
| Limalonges            | 872               | 79190       | 79150      |
| Lorigné               | 285               | 79190       | 79152      |
| Mairé-Levescault      | 568               | 79190       | 79163      |
| Melleran              | 513               | 79190       | 79175      |
| Montalembert          | 278               | 79190       | 79180      |
| Pers                  | 74                | 79190       | 79205      |
| Pliboux               | 198               | 79190       | 79212      |
| Sauzé-Vaussais        | 1 632             | 79190       | 79307      |

## Démographie
| 1962  | 1968  | 1975  | 1982  | 1990  | 1999  | 2006  | 2009  | - |
| ----- | ----- | ----- | ----- | ----- | ----- | ----- | ----- | - |
| 7 170 | 6 735 | 6 431 | 6 219 | 5 982 | 5 629 | 5 635 | 5 681 | - |

Pour la première fois depuis 1962, la population du canton ne diminue plus et stagne entre 1999 et 2006 (+6 hab.). La situation est cependant contrastée selon les communes. Plus de la moitié d'entre elles voit leur population diminuer, à l'image du chef-lieu qui perd 21 habitants pendant la période. Seules cinq connaissent une hausse de leur population, Limalonges et Mairé-Levescault s'octroyant la part du lion (+55 hab. et +34 hab. respectivement, soit environ +1%/an chacune).